# ويليام فريدريك تود
ويليام فريدريك تود هو سياسي كندي، ولد في 2 مايو 1854 في كندا، وتوفي بنفس المكان في 16 مارس 1935. حزبياً، نشط في الحزب الليبرالي الكندي. وقد انتخب عضو الجمعية التشريعية لنيو برونزويك ‏ وانتخب Lieutenant Governor of New Brunswick ‏ وانتخب عضو مجلس العموم الكندي.